# Смородичний
Смородичний (рос. Смородичный) — село у Кобяйському улусі Республіки Сахи Російської Федерації.
Населення становить 0 осіб. Належить до муніципального утворення селище Сангар.

## Історія
Згідно із законом від 30 листопада 2004 року органом місцевого самоврядування є селище Сангар.

## Населення
| 2002 | 2010 |
| ---- | ---- |
| 0    | →0   |